# Leptotrichum amoenum
Leptotrichum amoenum là một loài rêu trong họ Ditrichaceae. Loài này được Thwaites & Mitt. Müll. Hal. mô tả khoa học đầu tiên năm 1900.